# SMD3

Logo universel des matériaux recyclables

Le Syndicat départemental des déchets de la Dordogne, communément appelé SMD3, est un syndicat mixte français qui a été créé le 22 décembre 1995 afin d'établir une gestion des déchets du département de la Dordogne.

## Description
Le SMD3 assure toutes les missions relatives à la valorisation et au traitement des déchets ménagers. De nouvelles filières voient régulièrement le jour  comme la collecte des DEEE (déchets d'équipements électriques et électroniques en fin de vie) depuis janvier 2007, la collecte des textiles depuis novembre 2008 ou encore la collecte des DMS (déchets ménagers spéciaux) depuis juillet 2009. 

## Missions
Le SMD3 est chargé de coordonner les collectes sélectives et d’assurer le traitement des déchets ménagers dans le département. Il met en place des équipements visant à optimiser les opérations de collecte et à limiter les contraintes pour le personnel. L’organisme travaille également à la maîtrise des coûts et à l’équilibre entre la gestion environnementale et l’usage des fonds publics.
Ses missions incluent la prévention de la production des déchets ainsi que la sensibilisation aux pratiques écocitoyennes. Des mesures sont également mises en place pour améliorer l’accessibilité des points de collecte aux personnes âgées et en situation de handicap.

## Sites
En 2025, le SMD3 dispose de deux sites de tri pour le département, un à Coulounieix-Chamiers et l'autre à Marcillac-Saint-Quentin ; à côté du premier site se construit depuis l'automne 2024 un site plus important, plus moderne et plus rapide, qui devrait remplacer en 2026 les deux anciennes usines.